# Aprionus stiktos
Aprionus stiktos är en tvåvingeart som beskrevs av Jaschhof 2009. Aprionus stiktos ingår i släktet Aprionus, och familjen gallmyggor. Arten är reproducerande i Sverige.